# Pio Laghi
Pio Laghi (ur. 21 maja 1922 w Castiglione, zm. 11 stycznia 2009 w Rzymie), włoski duchowny katolicki, dyplomata watykański, wysoki urzędnik Kurii Rzymskiej, kardynał.

## Życiorys

### Prezbiter
Studiował w seminarium w Forli, przyjął święcenia kapłańskie 20 kwietnia 1946. Kontynuował studia w Rzymie – na Papieskim Uniwersytecie Laterańskim obronił doktoraty z teologii i prawa kanonicznego, a w Papieskiej Akademii Duchownej uzyskał przygotowanie dyplomatyczne. W 1952 podjął pracę w watykańskim Sekretariacie Stanu. Do 1964 pracował na placówkach w Nikaragui (sekretarz nuncjatury), w USA (sekretarz i audytor delegatury apostolskiej) i w Indiach (audytor nuncjatury). Od 1964 był oficjałem w Radzie Spraw Publicznych Kościoła; otrzymał tytuł papieskiego prałata domowego (21 grudnia 1965).

### Biskup
24 maja 1969 został mianowany delegatem apostolskim w Jerozolimie i Palestynie i arcybiskupem tytularnym Mauriana; otrzymał sakrę biskupią 22 czerwca 1969 z rąk emerytowanego sekretarza stanu, kardynała Amleto Giovanniego Cicognaniego. W maju 1973 został pronuncjuszem na Cyprze. W kwietniu 1974 roku został nuncjuszem w Argentynie. W grudniu 1980 przeniesiony na placówkę w USA; był delegatem apostolskim przy rządzie USA oraz stałym obserwatorem przy Organizacji Państw Amerykańskich, z tytułem nuncjusza ad personam. Po ustanowieniu pełnych stosunków dyplomatycznych między USA i Watykanem został 26 marca 1984 pronuncjuszem w USA. W kwietniu 1990 przeszedł na stanowisko proprefekta watykańskiej Kongregacji Edukacji Katolickiej.

### Kardynał
28 czerwca 1991 Jan Paweł II mianował go kardynałem, nadając diakonię S. Maria Ausiliatrice in Via Tuscolana. Po nominacji kardynalskiej Laghi został pełnoprawnym prefektem Kongregacji Edukacji Katolickiej, objął również honorową funkcję wielkiego kanclerza Papieskiego Uniwersytetu Gregoriańskiego. Od maja 1993 nosił godność patrona Zakonu Maltańskiego, w którym miał rangę Baliwa Wielkiego Krzyża Honoru i Dewocji. Po osiągnięciu wieku emerytalnego został w listopadzie 1999 zwolniony z obowiązków prefekta Kongregacji.
Brał udział w wielu sesjach Światowego Synodu Biskupów w Watykanie, a także w konferencjach generalnych Episkopatów Latynoamerykańskich (1979 i 1992). Reprezentował Jana Pawła II w negocjacjach pokojowych dotyczących stosunków izraelsko-palestyńskich (był specjalnym wysłannikiem do władz Izraela i Autonomii Palestyńskiej w maju 2001); w marcu 2003 przekazał specjalne przesłanie papieskie dotyczące pokoju na Środkowym Wschodzie prezydentowi USA. Wśród prałatów, którym udzielił święceń biskupich, był amerykański biskup pochodzenia polskiego, późniejszy kardynał Adam Maida (1984).
W lutym 2002 został promowany do rangi kardynała prezbitera, otrzymał tytuł prezbitera San Pietro in Vincoli. W maju 2002 ukończył 80 lat i utracił prawo udziału w konklawe.